# كلارنس ألين
كلارنس رودريك ألين (بالإنجليزية: Clarence Roderic Allen)‏ (ولد 15 فبراير 1925 وتوفى في 21 يناير 2020) هو جيولوجي يدرس علم الزلازل. تخرج من كلية ريد جيث جصل على درجة الماجستير في عام 1949 ومعهد كاليفورنيا للتكنولوجيا معهد كاليفورنيا للتقنية حيث حصل على الدكتوراة عام 1954.
كان ألين رئيس جمعية رصد الزلازل في أمريكا عام 1975 والجمعية الجيولوجية الأمريكية. وهو عضو في الجمعية الأمريكية لتقدم العلوم، والاتحاد الجيوفيزيائي الأمريكي، والجمعية الجيولوجية الأمريكية. انتًخب زميلًا في الأكاديمية الأمريكية للفنون والعلوم في عام 1975. كما كان عضوًا في الأكاديمية الوطنية للعلوم والأكاديمية الوطنية للهندسة منذ عام 1976.
تلقى ألين أول جك ك. جيلبرت في الجيولوجيا الزلزالية وفي عام 1995 حصل على ميدالية جمعية رصد الزلازل في أمريكا.
كان عضوًا في هيئة تدريس معهد كاليفورنيا للتكنولوجيا منذ عام 1955. وأصبح أستاذاً فخريًا هناك في عام 1990.

## مؤلفاته
- «جيولوجيا الزلازل» مع روبرت س. ييتس وكيري إي سيه، درا أكسفورد للنشر،1997، رقم دولي معياري للكتاب 0-19-507827-6
- «دراسة مقارنة للحالة المستقبلة لخطأ زيانشو، الصين» (1987)
- «مواصلة دراسات الزحف والتوتر في جنوب كاليفورنيا» (1984)
- دراسات الزحف والتوتر في جنوب كاليفورنيا: التقرير الفني النهائي "(1986)
- «زلازل منطقة جنوب كاليفورنيا، 1 يناير 1932 حتى 31 ديسمبر 1972» مع جون م. نوردكويست وجيمس أ. هيلمان (1973)
- «التصدع النشط في شمال تركيا» (1969)
- «خطأ أغوا بلانكا: هيكل عرضي كبير لشمال باجا كاليفورنيا، المكسيك» (1960)

## روابط خارجية
- Connections – The EERI Oral History Series: Clarence R. Allen – معهد بحوث هندسة الزلازل